# أوسويغو (نيويورك)
أوسويغو (بالإنجليزية: Oswego, New York)‏ هي مدينة ومقر المقاطعة تقع في الولايات المتحدة في نيويورك (ولاية). يقدر عدد سكانها بـ 18,142 نسمة ومساحتها 29.1 كم2 وترتفع عن سطح البحر 87 متر.

## المناخ
يظهر الجدول التالي التغييرات المناخية على مدار السنة لأوسويغو:
| البيانات المناخية لـأوسويغو                                        | البيانات المناخية لـأوسويغو | البيانات المناخية لـأوسويغو | البيانات المناخية لـأوسويغو | البيانات المناخية لـأوسويغو | البيانات المناخية لـأوسويغو | البيانات المناخية لـأوسويغو | البيانات المناخية لـأوسويغو | البيانات المناخية لـأوسويغو | البيانات المناخية لـأوسويغو | البيانات المناخية لـأوسويغو | البيانات المناخية لـأوسويغو | البيانات المناخية لـأوسويغو | البيانات المناخية لـأوسويغو |
| الشهر                                                              | يناير                       | فبراير                      | مارس                        | أبريل                       | مايو                        | يونيو                       | يوليو                       | أغسطس                       | سبتمبر                      | أكتوبر                      | نوفمبر                      | ديسمبر                      | المعدل السنوي               |
| ------------------------------------------------------------------ | --------------------------- | --------------------------- | --------------------------- | --------------------------- | --------------------------- | --------------------------- | --------------------------- | --------------------------- | --------------------------- | --------------------------- | --------------------------- | --------------------------- | --------------------------- |
| الدرجة القصوى °ف (°م)                                              | 69 (21)                     | 63 (17)                     | 83 (28)                     | 90 (32)                     | 91 (33)                     | 96 (36)                     | 95 (35)                     | 97 (36)                     | 96 (36)                     | 86 (30)                     | 78 (26)                     | 69 (21)                     | 97 (36)                     |
| متوسط درجة الحرارة الكبرى °ف (°م)                                  | 30.0 (−1.1)                 | 32.7 (0.4)                  | 40.6 (4.8)                  | 53.2 (11.8)                 | 64.8 (18.2)                 | 74.5 (23.6)                 | 79.2 (26.2)                 | 78.0 (25.6)                 | 70.4 (21.3)                 | 58.3 (14.6)                 | 46.7 (8.2)                  | 35.2 (1.8)                  | 55.4 (13.0)                 |
| متوسط درجة الحرارة الصغرى °ف (°م)                                  | 18.1 (−7.7)                 | 20.1 (−6.6)                 | 27.0 (−2.8)                 | 37.6 (3.1)                  | 47.0 (8.3)                  | 56.8 (13.8)                 | 62.6 (17.0)                 | 61.6 (16.4)                 | 54.5 (12.5)                 | 44.2 (6.8)                  | 35.4 (1.9)                  | 24.8 (−4.0)                 | 40.9 (4.9)                  |
| أدنى درجة حرارة °ف (°م)                                            | −21 (−29)                   | −21 (−29)                   | −9 (−23)                    | 13 (−11)                    | 28 (−2)                     | 36 (2)                      | 44 (7)                      | 42 (6)                      | 30 (−1)                     | 21 (−6)                     | 5 (−15)                     | −23 (−31)                   | −23 (−31)                   |
| الهطول إنش (مم)                                                    | 3.68 (93)                   | 2.80 (71)                   | 3.17 (81)                   | 3.33 (85)                   | 3.30 (84)                   | 3.10 (79)                   | 3.20 (81)                   | 3.43 (87)                   | 4.10 (104)                  | 4.07 (103)                  | 4.43 (113)                  | 3.85 (98)                   | 42.46 (1٬078)               |
| متوسط تساقط الثلوج إنش (سم)                                        | 45.6 (116)                  | 33.2 (84)                   | 16.5 (42)                   | 3.8 (9.7)                   | 0.0 (0.0)                   | 0.0 (0.0)                   | 0.0 (0.0)                   | 0.0 (0.0)                   | 0.0 (0.0)                   | 0.2 (0.51)                  | 8.3 (21)                    | 33.4 (85)                   | 141 (358.21)                |
| متوسط أيام هطول الأمطار (≥ 0.01 in)                                | 20.4                        | 16.3                        | 15.4                        | 14.1                        | 12.6                        | 11.8                        | 10.6                        | 11.0                        | 12.3                        | 14.8                        | 16.8                        | 19.0                        | 175.1                       |
| متوسط الأيام المثلجة (≥ 0.1 in)                                    | 19.4                        | 14.4                        | 9.3                         | 2.6                         | 0.0                         | 0.0                         | 0.0                         | 0.0                         | 0.0                         | 0.4                         | 5.3                         | 14.8                        | 66.2                        |
| المصدر #1: NOAA (normals, 1981–2010)                               |                             |                             |                             |                             |                             |                             |                             |                             |                             |                             |                             |                             |                             |
| المصدر #2: Western Regional Climate Center (extremes 1926–present) |                             |                             |                             |                             |                             |                             |                             |                             |                             |                             |                             |                             |                             |

## أعلام
- دوغلاس مورو
- ماري ووكر
- شارلوت بلير باركر
- إدوارد أوستين شيلدون
- جون بورتر هاتش
- مورغان روبرتسون
- إريك كول